# Vireda landskommun
Vireda landskommun var tidigare en kommun i Jönköpings län.

## Administrativ historik
När 1862 års kommunalförordningar trädde i kraft den 1 januari 1863 inrättades i Sverige cirka 2 400 landskommuner samt 89 städer och ett mindre antal köpingar. Då inrättades i Vireda socken i Norra Vedbo härad i Småland denna kommun.
Vid kommunreformen 1952 uppgick denna landskommun i Hullaryds landskommun. 1967 uppgick sedan denna kommunen i Aneby landskommun som 1971 ombildades till Aneby kommun.

## Politik

### Mandatfördelning i Vireda landskommun 1938–1946
| 6 | 7 | 7 |

| 20 |

| 5 | 7 | 7 | 1 |

| 20 |

| 5 | 8 | 7 |

| 19 |